# Александър Парвус
Александър Парвус (на руски: Алекса́ндр Льво́вич Па́рвус, истинско име на руски: Изра́иль Ла́заревич Ге́льфанд) е деец на руското и германското социалдемократическо движение, теоретик на марксизма, публицист, доктор по философия. Той също така е сътрудник на тайните служби. Той е от еврейски произход. През 1891 година става доктор по икономика. Малко след това се мести в Германия и става приятел с Роза Люксембург. През 1900 година се среща за първи път с Владимир Ленин в Мюнхен. Умира в Берлин на 12 декември 1924 г. Известен с псевдонимите Александр Молотов и Москович.

## Биография
Израел Лазаревич Гелфанд е роден в литовско еврейско семейство на 8 септември 1867 г. в щетъл Березино в Руската империя (в днешен Беларус). Въпреки че малко се знае за ранното детство на Израел, семейство Гелфанд е принадлежало към долната средна класа, като баща му е работил като занаятчия - може би като ключар или като ковач. Когато Израел е бил малко момче, пожар поврежда дома на семейството в Березино, което доведе до преместване в град Одеса, Руската империя, (днешна Украйна), родния град на дядото на Израел по бащина линия.
Гелфанд посещава гимназия в Одеса и получава частни уроци по хуманитарни науки. Той също така чете много самостоятелно, включително материали от емблематичния украински поет Тарас Шевченко, журналиста Николай Михайловски и политическия сатирик Михаил Салтиков-Шчедрин, което кара младия Гелфанд да започне да се съмнява в легитимността на Царската империя.
През 1886 г. 19-годишният Гелфанд за първи път пътува от Русия до Базел, Швейцария. Следващата година се завръща за кратко в Русия, но става обект на официален контрол от царската тайна полиция и е принуден да напусне страната отново за своята безопасност. Той остава в чужбина повече от десетилетие.
Връщайки се в Швейцария, през есента на 1888 г. Гелфанд се записва в университета в Базел, където учи политическа икономия. Гелфанд остава в университета през следващите три години, завършвайки с докторска степен през юли 1891 г. Професорите на Гелфанд са били до голяма степен враждебно настроени към неговия марксистки подход към икономиката.
Гелфанд избра да не преследва академична кариера, а по-скоро се стреми да започне политическа кариера, която едновременно ще му осигури финансова подкрепа и ще служи на каузата на социализма. Отчужден от изостаналостта на аграрната Русия и ограничените политически хоризонти там, Гелфанд се премества в Германия, присъединява се към Социалдемократическата партия и се сприятелява с немската революционерка Роза Люксембург.
През 1900 г. той се среща с Владимир Ленин за първи път в Мюнхен, като всеки се възхищава на теоретичните трудове на другия. Парвус насърчава Ленин да започне да издава своя революционен вестник "Искра".
Опитите на Парвус да стане германски гражданин се оказаха безрезултатни. Веднъж той коментира в писмо до германския си приятел Вилхелм Либкнехт, че „търся правителство, в което човек може евтино да придобие отечество“.
През това време той развива концепцията за използване на чужда война за предизвикване на вътрешен бунт в страната.
Парвус участва в организирането на антиправителствени акции по време на революцията от 1905 г., заедно с други революционери като Лев Троцки и е арестуван от руската полиция. Докато е в затвора, той се сближава с други революционери и го посещава Роза Люксембург.
Осъден на три години изгнание в Сибир, Парвус избягва и емигрира в Германия, където публикува книга за преживяванията си, наречена "В руската Бастилия по време на революцията".
Докато е в Германия, Парвус сключва сделка с руския автор Максим Горки за продуцирането на пиесата му „На дъното“ . Според споразумението по-голямата част от приходите от пиесата трябва да отидат за Руската социалдемократическа партия (и приблизително 25% за самия Горки). Парвус е обвинен в кражба на 130 000 германски златни марки. Горки го заплашва със съд, но Роза Люксембург убеждава Горки да не го прави. В крайна сметка Парвус се изплаща на Горки, но репутацията му в партийните кръгове е накърнена.
Скоро след това Парвус се премества в Истанбул в Османската империя, където живее пет години. Там той създава компания за търговия с оръжие, която печели много по време на Балканската война. Става финансов и политически съветник на младотурците. През 1912 г. става редактор на техния всекидневник „Тюрк Юрду”. Той работи в тясно сътрудничество с триумвирите, известни като Трите паши — Енвер паша, Мехмед Талат паша и Джемал — и с министъра на финансите Джавид Бей. Фирмата му се занимава с доставките на хранителни продукти за османската армия и той е бил бизнес партньор на концерна Круп и на известния търговец на оръжие Василий Захаров.
Парвус умира в Берлин на 12 декември 1924 г. Тялото му е кремирано и погребано в берлинско гробище. След смъртта си Конрад Хениш пише в мемоарите си: „Този човек притежаваше един от  най-способните мозъци на Втория Интернационал“.
По време на неговия живот репутацията му сред неговите революционни връстници пострадва в резултат на аферата с Максим Горки (виж по-горе) и факта, че той на практика е бил агент на германското правителство. В същото време както неговите бизнес умения, така и революционните му идеи са оценени и разчитани от руски и немски революционери и османските младотурци. След Октомврийската революция в Русия по очевидни политически причини ролята му е отречена, а самият той е очернен. Това продължи и през ерата на Йосиф Сталин и понякога има антисемитски оттенъци. В Германия обаче той е бил оценен благосклонно. Името му често се използва в съвременните политически дебати в Русия.
Парвус не оставя документи след смъртта си и всичките му спестявания изчезват. И двамата му оцелели синове стават съветски дипломати.